# Елизавета Фридерика София Бранденбург-Байрейтская
Елизавета Фридерика София Бранденбург-Байрейтская (нем. Elisabeth Friederike Sophie von Brandenburg-Bayreuth; 30 августа 1732, Байройт — 6 апреля 1780, Байройт) — немецкая принцесса, маркграфиня Бранденбург-Байрейтская и герцогиня Вюртембергская. Племянница короля Пруссии Фридриха II.

## Биография
Принцесса Елизавета Фридерика София — единственный ребёнок в семье маркграфа Фридриха Бранденбург-Байрейтского и его супруги Вильгельмины Прусской, старшей сестры короля Пруссии Фридриха II. Спустя несколько лет после рождения дочери супруги отдалились друг от друга, маркграф завёл себе любовниц, что заставляло страдать Вильгельмину. Главной фавориткой Фридриха Бранденбург-Байрейтского стала придворная дама его супруги Вильгельмина фон дер Марвиц. Супруги возлагали надежды на рождение наследника, которые не оправдались.
Елизавета Фридерика София считалась одной из самых красивых принцесс своего времени. Казанова восхвалял её как самую красивую принцессу Германии. Девушку воспитывали в строгих традициях и готовили к достойному браку.
В январе 1744 года в Байрейте побывал правивший в Вюртемберге герцог Карл Евгений, который влюбился в единственную дочь маркграфа Фридриха. Отец Елизаветы Фридерики Софии поддержал брачные планы герцога, воспитанного при прусском дворе. Хотя руки байрейтской принцессы добивались маркграф Бранденбург-Ансбахский и король Дании, Елизавета Фридерика София выбрала Карла Евгения.
Помолвка состоялась 26 сентября 1748 года в Байрейте, свадьба герцога Карла Евгения и принцессы Бранденбург-Байрейтской стала самой роскошной в истории маркграфства. В ходе праздничных мероприятий состоялась церемония открытия Маркграфского оперного театра, были отчеканены монеты с изображением молодожёнов. В честь свадьбы герцога вся вюртембергская пехота была из белой переодета в форму синего цвета прусской армии.
Поначалу брак обещал быть счастливым. 16-летняя герцогиня не вмешивалась в политические дела герцогства. Но вскоре герцог позабыл о супружеской верности и вернулся к своим любовным похождениям. Между супругами стали возникать ссоры. В 1750 году Елизавета Фридерика родила дочь Фридерику Вильгельмину Августу Луизу Шарлотту, которая умерла спустя год. Отсутствие наследника усугубляло ситуацию в герцогской семье. На некоторое время супругов объединила поездка по Италии. По возвращении на родину герцог вернулся к своим многочисленным любовницам, унижая супругу. Окончательный разрыв отношений в герцогской чете произошёл после того, как в 1756 году без ведома Елизаветы Фридерики были арестованы и без суда и следствия заключены в тюрьму близкие ей люди, в том числе, её подруга певица Марианна Пиркер.
В Семилетнюю войну Карл Евгений выступил союзником Австрии и Франции против Пруссии и Англии, тем самым окончательно расстроив дружеские отношения с прусским королём. Осенью 1756 года Елизавета Фридерика София гостила у своей матери в Байрейте и решила не возвращаться к вюртембергскому двору. Лишь в 1759 году отцу Елизаветы Фридерики удалось прийти к соглашению с Карлом Евгением, согласно которому брак не расторгался и Елизавета Фридерика сохраняла титул герцогини Вюртемберга. Карл Евгений и сословное собрание Вюртемберга брали на себя обязательство выплачивать на содержание герцогини 54 тыс. гульденов в год. В свою очередь Карл Евгений закрепил за собой право назначать прислугу герцогини, чтобы обладать информацией о её планах и влиять на условия её жизни.
После смерти отца в 1763 году Елизавета Фридерика унаследовала строящийся дворец в Эккерсдорфе. В 1765 году герцогиня Вюртембергская въехала в отстроенный дворец, который она назвала «Фантазия» и обставила на собственный вкус. Елизавета Фридерика София Бранденбург-Байрейтская умерла в Старом дворце в Байрейте и была по её завещанию похоронена в Байрейтской дворцовой церкви рядом с родителями. После смерти первой супруги герцог Карл Евгений Вюртембергский женился на своей фаворитке Франциске фон Гогенгейм.